# Philip Giaccone
Phillip Giaccone , cunoscut și ca "Philly Lucky" și "The Priest" (12 iulie 1932, Ridgewood, Queens - 5 mai 1981 , Lindenwood , Queens) a avut funcția de capo în familia mafiotă Bonanno. Era rudă cu șeful mafiot al familiei Gambino , Carlo Gambino fiind totodată tatăl lui Phillip Giaccone, Jr.. 
Pe 5 mai 1981 , Giaccone , Dominick Trinchera și Alphonse Indelicato au fost uciși într-o ambuscadă la 20/20 Night Club în Clinton Hill, Brooklyn de către Joseph Massino și alți membrii ai familiei Bonanno. Cei trei se prezentaseră la o întâlnire pentru a încerca să evite izbucnirea unui război în sânul familiei însă au avut parte de o înscenare.